# Eusimonia fagei
Eusimonia fagei är en spindeldjursart som beskrevs av Panouse 1956. Eusimonia fagei ingår i släktet Eusimonia och familjen Karschiidae. Inga underarter finns listade i Catalogue of Life.